# Катунь (альбом)
«Катунь» — концертный альбом группы «Калинов Мост», записанный на фестивале «В горах, на быстрой реке», проходившем в Горном Алтае 10 июля 1999 года и изданный годом позже.
Альбом называется именем реки Катунь, протекающей в Алтайских горах.

## Список композиций
Слова и музыка всех песен — написаны Дмитрием Ревякиным (кроме отмеченных)..
| №   | Название                                               | Длительность |
| --- | ------------------------------------------------------ | ------------ |
| 1.  | «Надоест суета»                                        | 5:49         |
| 2.  | «Так и надо»                                           | 2:53         |
| 3.  | «Пережить зиму»                                        | 2:55         |
| 4.  | «Горе-витязь»                                          | 4:53         |
| 5.  | «Не плачьте, мама»                                     | 4:57         |
| 6.  | «В устье Лены»                                         | 3:09         |
| 7.  | «Рудники свободы»                                      | 5:14         |
| 8.  | «Не вернуться»                                         | 3:55         |
| 9.  | «Иного не надо»                                        | 3:08         |
| 10. | «Улетай»                                               | 5:05         |
| 11. | «Пропадать молвой»                                     | 4:13         |
| 12. | «Пойдем со мной»                                       | 5:49         |
| 13. | «Родная» (музыка - Дмитрий Ревякин, Василий Смоленцев) | 5:33         |
| 14. | «Девочка летом» (музыка - Джей Джей Кейл)              | 3:43         |
| 15. | «Набекрень голова»                                     | 4:02         |
| 16. | «Крыса-игла»                                           | 3:54         |

## Участники записи
- Дмитрий Ревякин — вокал, акустическая гитара
- Василий Смоленцев — гитара, бэк-вокал
- Евгений Барышев — бас-гитара, бэк-вокал
- Виктор Чаплыгин — барабаны, перкуссия